# Rubén Martín Pulido
Ruben Martin Pulido (ur. 2 lutego 1979 w Madrycie) – hiszpański piłkarz.
Debiutował w klubie Real Madryt C. Już jako zawodowy piłkarz grał w UB Conquense. Po  sezonie 2000/2001 przeniósł się do Getafe CF. W sezonie 2002/2003 grał w zespole Sporting Gijón. W sezonie 2003 powrócił do Getafe CF. W sezonach 2004–2007 grał w zespole Getafe CF. W 2007 roku przeszedł do zespołu UD Almería. W latach 2008–2010 był piłkarzem zespołu Real Saragossa. Następnie odszedł do Asterasu Tripolis. Od lata 2012 roku zawodnik greckiego klubu Aris FC.